# Kurt Johansson (matematiker)
Kurt Johansson, född 1960, är en svensk matematiker.
Johansson disputerade 1988 vid Uppsala universitet, och är professor i matematik vid Kungliga Tekniska högskolan.
Johansson invaldes 2006 som ledamot av Kungliga Vetenskapsakademien.